# Pont de Cal Cisquet
El Pont de Cal Cisquet o Pont de la Riba és un pont del municipi de la Riba (l'Alt Camp) protegit com a bé cultural d'interès local.

## Descripció
Té 4 arcades, és pla i molt refet. Tot de pedra amb alguns pegats de maons. Amb tallamars. Té baranes. Les bases dels pont són tres pilars hexagonals amb grans carreus de pedra a la part inferior, paredat a la part mitjana i maó a la part superior. Al seu damunt recolzen quatre arcs de mig punt resseguits amb dovelles de pedra, llevat del més pròxim a la farinera, que presenta resseguiment de maó. La part superior del pont ha estat decorada amb jardineres triangulars.

## Història
Un pont de quatre arcades posa amb comunicació les barriades d'un costat i altre del riu Francolí. Aquest pont ha sofert també la pressió de totes les riuades: l'arcada de la banda de la Fabrica de Farines és la primera sempre de cedir. Des de la fi del segle xviii fins avui el pont queda destruït per les riuades de l'11 de juliol de 1792, per la de Sant Bartomeu del 1843, per la de Santa Tecla del 1874 i per la de Sant Lluc de 1930. (G.G.C. de C. Vol 7, Pere Anguera i Josefina Cardó)